# FK Akron Togliatti
Pour les articles homonymes, voir Akron.
Maillots
Actualités
Le Futbolny klub Akron, plus couramment appelé Akron Togliatti (en russe : «Акрон» Тольятти), est un club russe de football fondé en 2018 et basé dans la ville de Togliatti.
Il évolue en deuxième division russe depuis la saison 2020-2021.

## Histoire
Fondé en 2018 par Pavel Morozov, directeur du groupe Acron (en), le club intègre la même année la quatrième division russe où il termine troisième du groupe Privoljié. Durant l'été 2019, l'Akron obtient une licence professionnelle et s'inscrit ainsi en troisième division pour la saison 2019-2020, faisant notamment concurrence à l'autre équipe municipale du Lada.
Pour sa première saison au niveau professionnel, le club connaît des résultats probants qui lui permettent de se placer en tête du classement dans la zone Oural-Privoljié au moment de la trêve hivernale. Il profite ainsi par la suite de l'arrêt anticipé du championnat en raison de la pandémie de Covid-19 en Russie et du maintien des promotions pour accéder à la deuxième division dans le cadre de l'exercice 2020-2021.
Ses débuts au deuxième échelon s'avèrent cependant compliqués alors que le club tombe rapidement dans la zone rouge. Dans ce contexte, l'entraîneur Dmitri Iemelianov quitte ses fonctions au mois d'octobre 2020 pour être remplacé par Igor Picușceac. Malgré ce changement, l'équipe termine la première partie de saison avec six points de retard sur le maintien. Elle finit ensuite l'exercice en dix-septième position, mais est repêchée administrativement à la suite de la disparition du FK Tambov.

## Bilan sportif

### Palmarès
| Compétitions nationales |
| --- |
| - Coupe de Russie - Trente-deuxièmes de finale : 2020. - Championnat de Russie D2 - Neuvième : 2022 et 2023. - Championnat de Russie D3 - Vainqueur de groupe : 2020. |

### Bilan par saison
| Saison    | Championnat        | Championnat | Championnat | Championnat | Championnat | Championnat | Championnat | Championnat | Championnat | Championnat | Coupe de Russie |
| Saison    | Division           | Pos         | Pts         | J           | V           | N           | D           | BP          | BC          | Diff        | Coupe de Russie |
| --------- | ------------------ | ----------- | ----------- | ----------- | ----------- | ----------- | ----------- | ----------- | ----------- | ----------- | --------------- |
| 2018      | 4e Privoljié       | 3e          | 47          | 22          | 14          | 5           | 3           | 39          | 12          | +27         | —               |
| 2019-2020 | 3e Oural-Privoljié | 1er         | 38          | 17          | 12          | 2           | 3           | 29          | 16          | +13         | 32es de finale  |
| 2020-2021 | 2e                 | 17e         | 42          | 42          | 10          | 12          | 20          | 35          | 54          | -19         | 64es de finale  |
| 2021-2022 | 2e                 | 9e          | 58          | 38          | 16          | 10          | 12          | 47          | 40          | +7          | 64es de finale  |
| 2022-2023 | 2e                 | 9e          | 46          | 34          | 10          | 16          | 8           | 38          | 36          | +2          | Finale de voie  |
| 2023-2024 | 2e                 | en cours    | en cours    | en cours    | en cours    | en cours    | en cours    | en cours    | en cours    | en cours    | 8es de finale   |

Légende
- Promotion en division supérieure
- Relégation en division inférieure

## Entraîneurs
La liste suivante présente les différents entraîneurs du club depuis sa fondation.
- Dmitri Iemelianov (juillet 2019-octobre 2020)
- Dmitri Godounok (intérim) (octobre 2020)
- Igor Picușceac (octobre 2020-décembre 2021)
- Ramon Tribulietx (décembre 2021-mars 2022)
- Vitali Panov (mars 2022-septembre 2022)
- Ievgueni Kalechine (septembre 2022[9]-novembre 2023)
- Zaur Tedeïev (depuis décembre 2023)

## Historique du logo

2018-2020
2020-2022
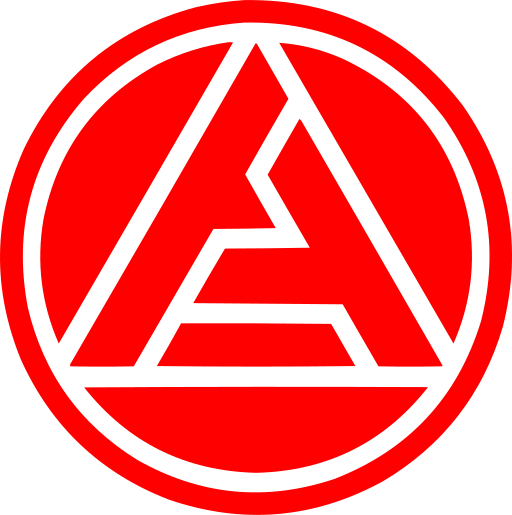
depuis 2023